# La Sylphide
La Sylphide (Engels: The Sylph; Deens: Sylfiden) is een romantisch ballet in twee bedrijven. Er waren twee versies van het ballet; het origineel gechoreografeerd door Filippo Taglioni in 1832, met zijn dochter Marie in de hoofdrol, en een tweede versie gechoreografeerd door August Bournonville in 1836. Bournonville is de enige versie waarvan bekend is dat deze heeft overleefd en een van 's werelds oudste nog bestaande balletten is.